# هند-آرام شرقی

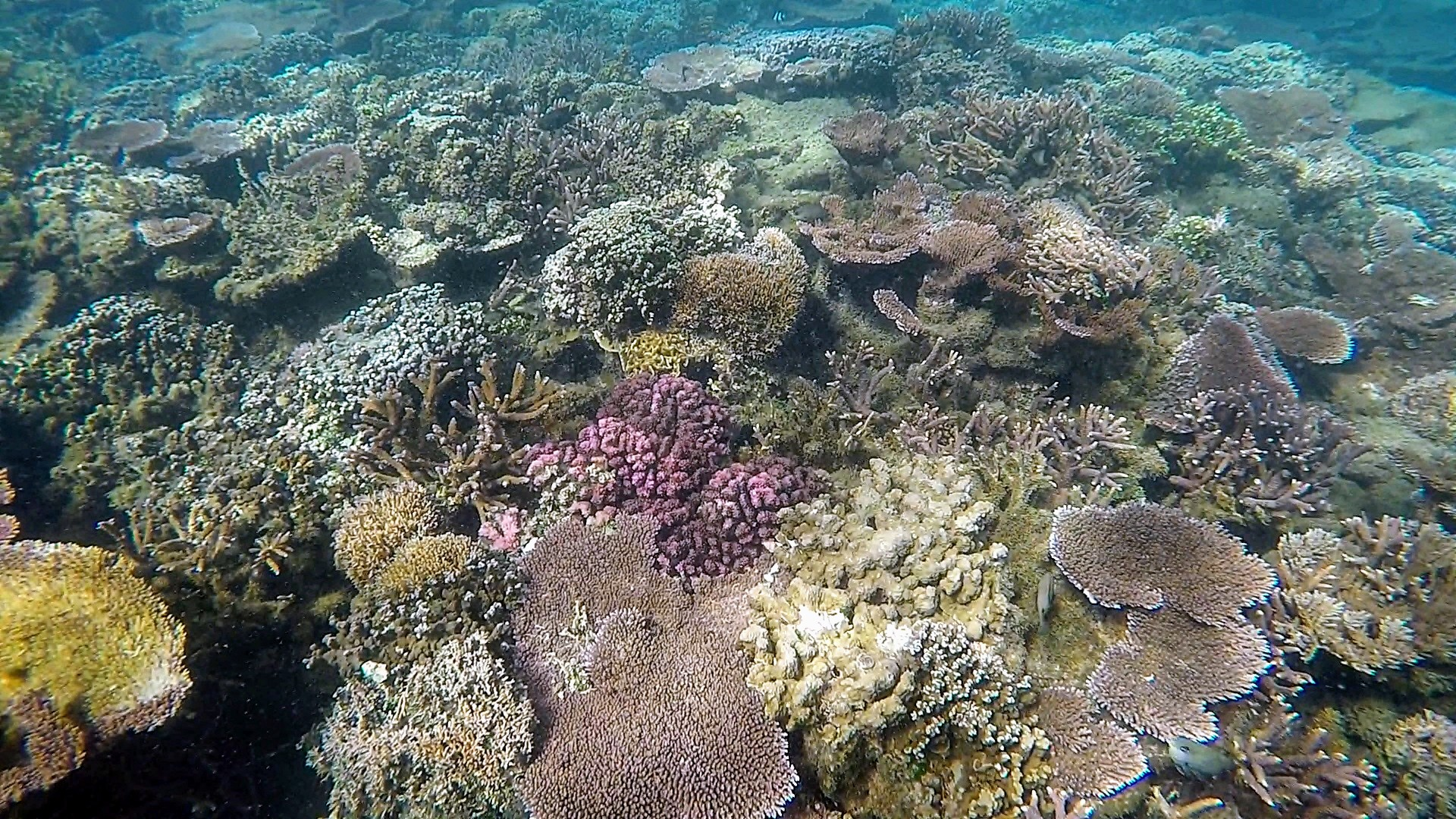
مرجان در ساحل اوپولو، ساموآ

هند-آرام شرقی (انگلیسی: Eastern Indo-Pacific) یک منطقه زیست‌جغرافیایی دریایی در زمین است که آب‌های حاره‌ای و مجمع‌الجزایرهای اقیانوس آرام مرکزی را در بر می‌گیرد. این منطقه بیشتر پلی‌نزی به غیر از نیوزیلند و جزایر کرمادک را شامل می‌شود. همچنین جزایر مارشال، کیریباتی و میکرونزی بخشی از هند-آرام شرقی به‌شمار می‌روند. قلمرو هند-آرام شرقی به‌سمت غرب با قلمرو هند-آرام مرکزی همجوار است که شامل ملانزی و مجمع‌الجزایرهای دیگر میکرونزی است.
هند-آرام شرقی یک قلمرو دریایی است که یکی از تقسیمات زیست‌جغرافیایی بزرگ حوضه‌های اقیانوسی جهان است.

## زیربخش‌ها
قلمرو دریایی هند-آرام شرقی به شش استان دریایی تقسیم شده است. سه استان به بوم‌ناحیه‌های دریایی بیشتری تقسیم می‌شوند:
- استان هاوایی
  - جزایر هاوایی
- استان جزایر مارشال، گیلبرت و الیس
  - جزایر مارشال
  - جزایر گیلبرت و الیس
- استان پلی‌نزی مرکزی
  - جزایر لاین
  - جزایر فینیکس/توکلائو/Northern Cook Islands
  - جزایر ساموآ
- استان پلی‌نزی جنوب‌شرقی
  - توآموتو
  - Rapa-Pitcairn
  - Southern Cook Islands/جزایر آسترل
  - جزایر انجمن
- استان مارکیز
  - جزایر مارکیز
- استان جزیره ایستر
  - جزیره ایستر